# 메탈 기어 애시드 2
메탈 기어 애시드 2(Metal Gear Acid 2)는 코지마 프로덕션이 개발하고 코나미가 플레이스테이션 포터블용으로 2005년 배급한 턴 기반 트레이딩 카드 잠입 게임이다. 휴대전화용 자바 ME 버전은 2008년 Glu 모바일에 의해 출시되었으며 이때 게임 제목은 메탈 기어 애시드 2 모바일이다.
애시드 2는 오리지널 메탈 기어 애시드의 후속작으로, 스토리는 전작 게임의 사건 이후의 어느 시점을 배경으로 한다.